# Gary Ross
Gary Ross (født 3. november 1956) er en amerikansk tekstforfatter, instruktør og skuespiller. Han er bedst kendt for at have instrueret Pleasantville og Seabiscuit, som begge havde Tobey Maguire i hovedrollen. I 2012 instruerede han The Hunger Games, som fik international premiere den 23. marts.